# Georges Carabignac
Pas d'image ? Cliquez ici

a Compétitions nationales et continentales officielles uniquement.

b Matchs officiels uniquement.
Georges « Jo » Carabignac, né le 10 octobre 1929 à Boé et mort le 21 février 1973 à Moissac, est un joueur français de rugby à XV évoluant au poste de demi d'ouverture.

## Biographie
En club, il porte le maillot du SU Agen et du CA Brive. Son frère aîné, Robert Carabignac, ailier droit, vainqueur de la Coupe de France en 1945 et finaliste du championnat en 1947, joua fréquemment à ses côtés en équipe première agenaise. 
Il dispute son premier test match le 13 janvier 1951 contre l'Écosse, et le dernier contre l'Irlande, le 24 janvier 1953.
Recruté par l'Avenir moissagais pour la saison 1955-1956, Georges Carabignac y reste une dizaine d'années en tant que capitaine-entraîneur avant d'en devenir dirigeant puis président. Il devient en parallèle patron du « Bar des Sports » de la commune surnommé « Le Cara ». Après sa mort en 1973, le stade de Moissac porte son nom et une stèle est érigée devant le complexe. Un challenge entre équipe juniores est organisé tous les ans par l'Avenir moissagais et porte également son nom,.

## Statistiques

### En équipe de France
- 7 sélections
- 3 drops (9 points)
- Sélections par année : 2 en 1951, 3 en 1952, 2 en 1953
- Tournois des Cinq Nations disputés : 1951, 1952 et 1953